# Шугладзе, Сандро Давидович
Сандро Давидович Шугладзе (укр. Сандро Давідовіч Шугладзе; 24 октября 1990, Тержола, Грузинская ССР, СССР) — украинский футболист, полузащитник клуба «СКЧФ-2».

## Биография
Сандро родился 24 октября 1990 года в городе Тержола. Его отец — Давид Бичикоевич, учитель, одно время работал директором в школе, мать — Мадонна Вильгельмовна, также учитель. Кроме него в семье ещё два брата — Михаэл и Сабо. В поисках лучшей жизни его отец работал в России и на Украине. В 2002 году вместе с семьёй он переехал в Севастополь.
Начал заниматься футболом ещё в Грузии в 6 лет. В этом возрасте записался в местную ДЮСШ, также ходил в секции по борьбе и грузинским народным танцам. После переезда в Севастополь занимался в СДЮШОР-5, где тренером был Игорь Михайлович Братан. У Шугладзе возникли проблемы с поступлением в школу, так как он не знал русского языка, в итоге он пошёл в 60 школу, а затем занимался в футбольном классе 35 школы.
В 2007 году попал в основной состав «Севастополя». В основе команды дебютировал 12 мая 2007 года в матче против кременчугского «Кремня» (5:2), Шугладзе вышел в перерыве вместо Евгения Вишнякова. В сезоне 2006/07 «Севастополь» стал победителем Второй лиги Украины и перешёл в Первую лигу. Шугладзе в этом сезоне сыграл всего 5 матчей, преимущественно выходя на замены.
В следующем сезоне 2007/08 он провёл всего 3 матча в Первой лиге. Шугладзе также выступал за дублирующую команду в чемпионате Крыма. В мае 2008 года в составе второй команды он стал обладателем Кубка Крыма, в финале «Севастополь-2» обыграл «Черноморнефтегаз» (0:0 основное время и 3:2 по пенальти).
В сезоне 2008/09 «Севастополь-2» выступал во Второй лиге Украины, но из-за финансовых проблем снялся с турнира. Сандро Шугладзе сыграл в 15 матчах. В сезоне 2009/10 «Севастополь» вышел в Премьер-лигу Украины, Сандро в этом сезоне за «Севастополь» в Первой лиге так и не сыграл. В первой половине сезона 2010/11 выступал в молодёжном первенстве Украины за дубль «Севастополя» и сыграл 17 матчей в которых забил 3 гола. Также он провёл 1 матч в Кубке Украины против киевского «Динамо» (1:2).
Зимой 2011 года перешёл на правах полугодичной аренды в молдавскую «Искру-Сталь», вместе с другими одноклубниками из «Севастополя» — Сучу, Узбеком и Чеботаревым. Главным тренером команды был севастополец — Валерий Чалый. В этом сезоне клуб впервые в своей истории выиграл Кубок Молдавии, в финале обыграв «Олимпию» из города Бельцы (2:1). В чемпионате Молдавии клуб занял 5 место, Шугладзе сыграл в 18 матчах и смог забить 2 гола.
После присоединения Крыма к России принял российское гражданство. В январе 2016 года стал игроком СКЧФ-2.

## Достижения
- Победитель Второй лиги Украины (1): 2006/07
- Обладатель Кубка Молдавии (1): 2010/11